# 施秉站
施秉站位于中华人民共和国贵州省黔东南苗族侗族自治州施秉县杨柳塘镇，距离施秉县城17公里，是沪昆铁路上的火车站，建于1974年，由成都铁路局管辖。